# コリンデイル駅
コリンデイル駅（コリンデイルえき、英語：Colindale tube station）はロンドン北部郊外、バーネット・ロンドン特別区、コリンデイルにあるロンドン地下鉄の駅である。 
当駅はノーザン線エッジウェア支線のヘンドン・セントラル駅とバーント・オーク駅の間にあり、トラベルカード・ゾーン4に含まれる。

## 歴史
当駅は1924年8月18日、コリンデイル・アヴェニューの北、ハムステッド・アンド・ハイゲート線と仮称されていたエッジウェアまでの延伸線のうち、第二期工事の最初の駅として開業した。ホームは道路の真下に作られ、スタンレー・ヒープス設計による駅舎が設けられた。駅開業により、ほぼ未開だった駅周辺の開発が加速している。
トーマス・エドワード・ロレンスがヘンドン飛行場に勤務していた際に当駅をよく利用しており、「コリン・デイル」というペンネームで『スペクテイター』に1927年から1928年にかけて寄稿していた。
当駅はロンドン大空襲によって破壊された。1940年9月25日午前8時45分、大型爆弾の直撃を受け、駅に到着していた2列車併せて約400人の乗客のうち13人が死亡した。9隊の救助隊が徹夜で救助にあたり、翌9月26日にはジョージ6世とエリザベス王妃が当駅を激励と弔問に訪れている。
空襲後に設けられた簡素な仮駅舎は1962年まで使用され、商店を併設した駅ビルに代替された。

## 駅周辺

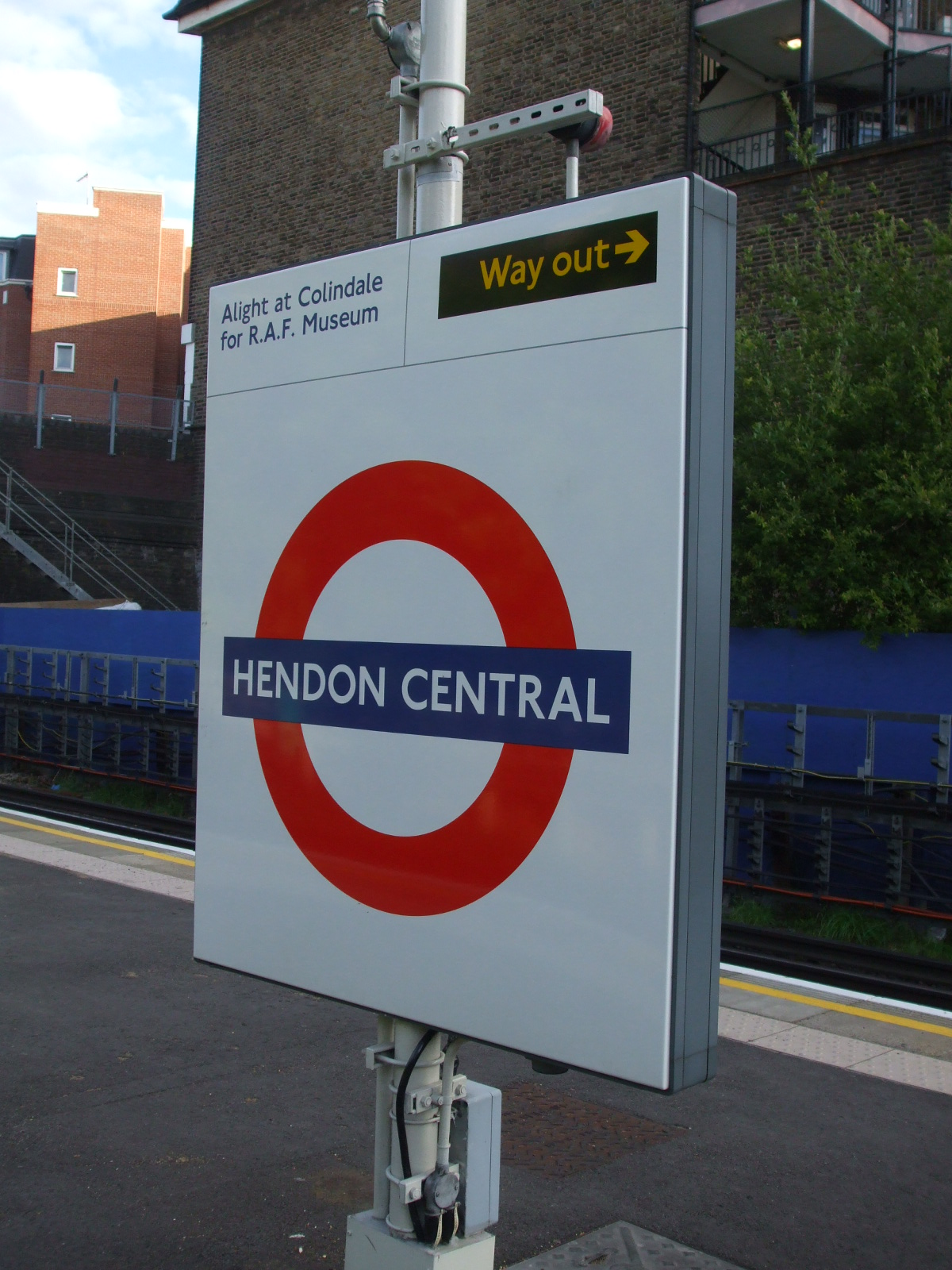
ヘンドン・セントラル駅の駅名標にはイギリス空軍博物館（Royal Air Force Museum、R. A. F. Museum）に行く場合はコリンデイルで下車するよう案内が書かれている

当駅から徒歩約10分のところにイギリス空軍博物館がある。
大英図書館の新聞部門が2013年まで当駅近隣にあった。
1993年には当駅西方のエッジウェアロード沿いに日本の大型ショッピングセンターロンドンヤオハンプラザがオープンした。しかし、ヤオハンは1997年に会社更生法適用申請し倒産。2008年までは別のアジア系資本により、オリエンタル・シティとして運営されていた。その後再開発が行われ、2016年にアパートとスーパーマーケットのモリソンズ、2017年にバンバンオリエンタルフードホールがオープンした。

## 運行状況
時間帯によって運転頻度は異なるが、午前6時台から午前0時台までおおむね3から7分間隔で列車が運転されている。当駅には北側に引き上げ線があるため、列車の運行状況により、本来エッジウェア行きの列車が当駅折り返しになることがある。

## バス路線
ロンドンバス204、303、深夜バスN5が当駅を経由する。

## ギャラリー

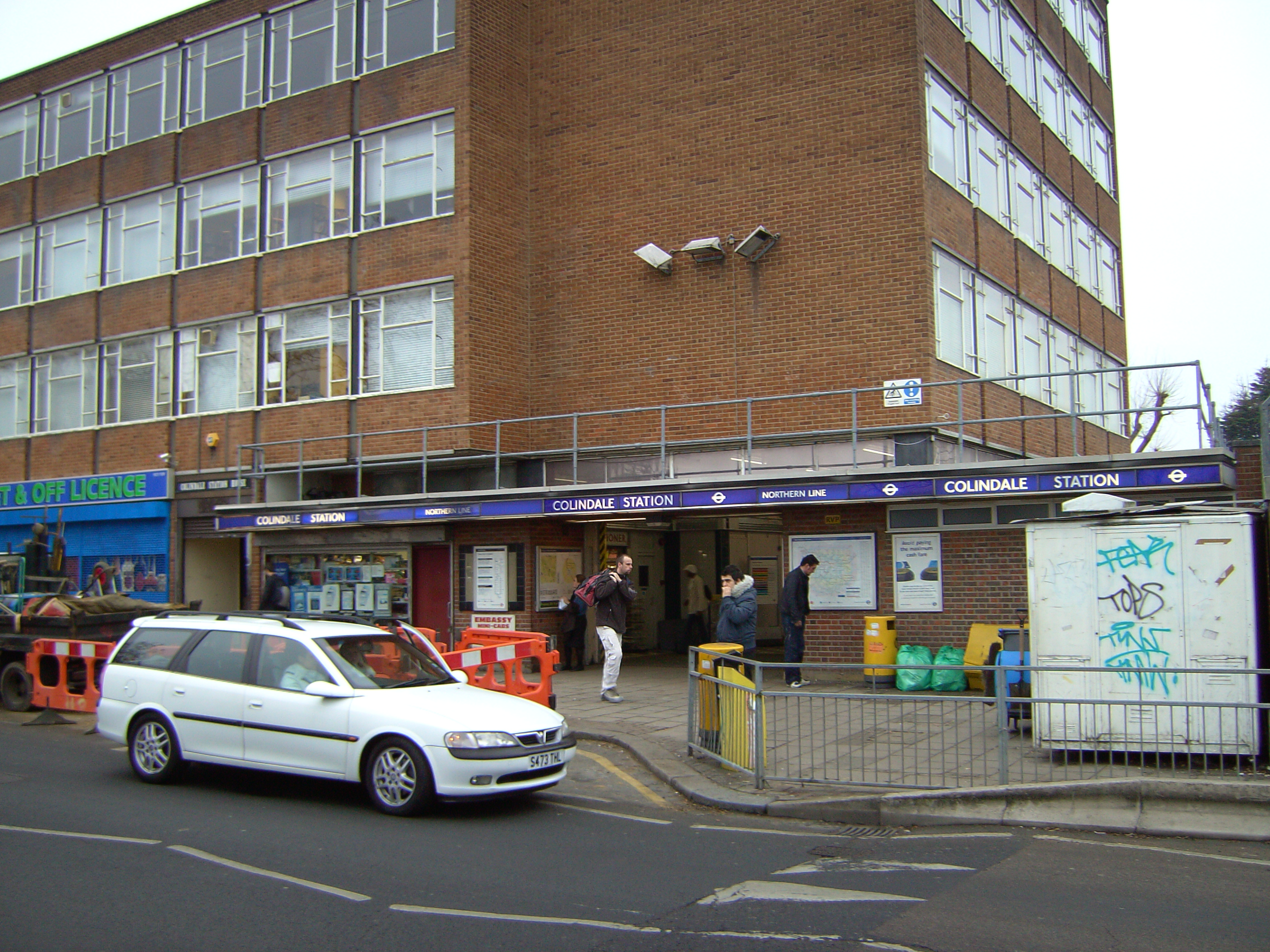
コリンデイル・アヴェニュー北側から見た駅舎
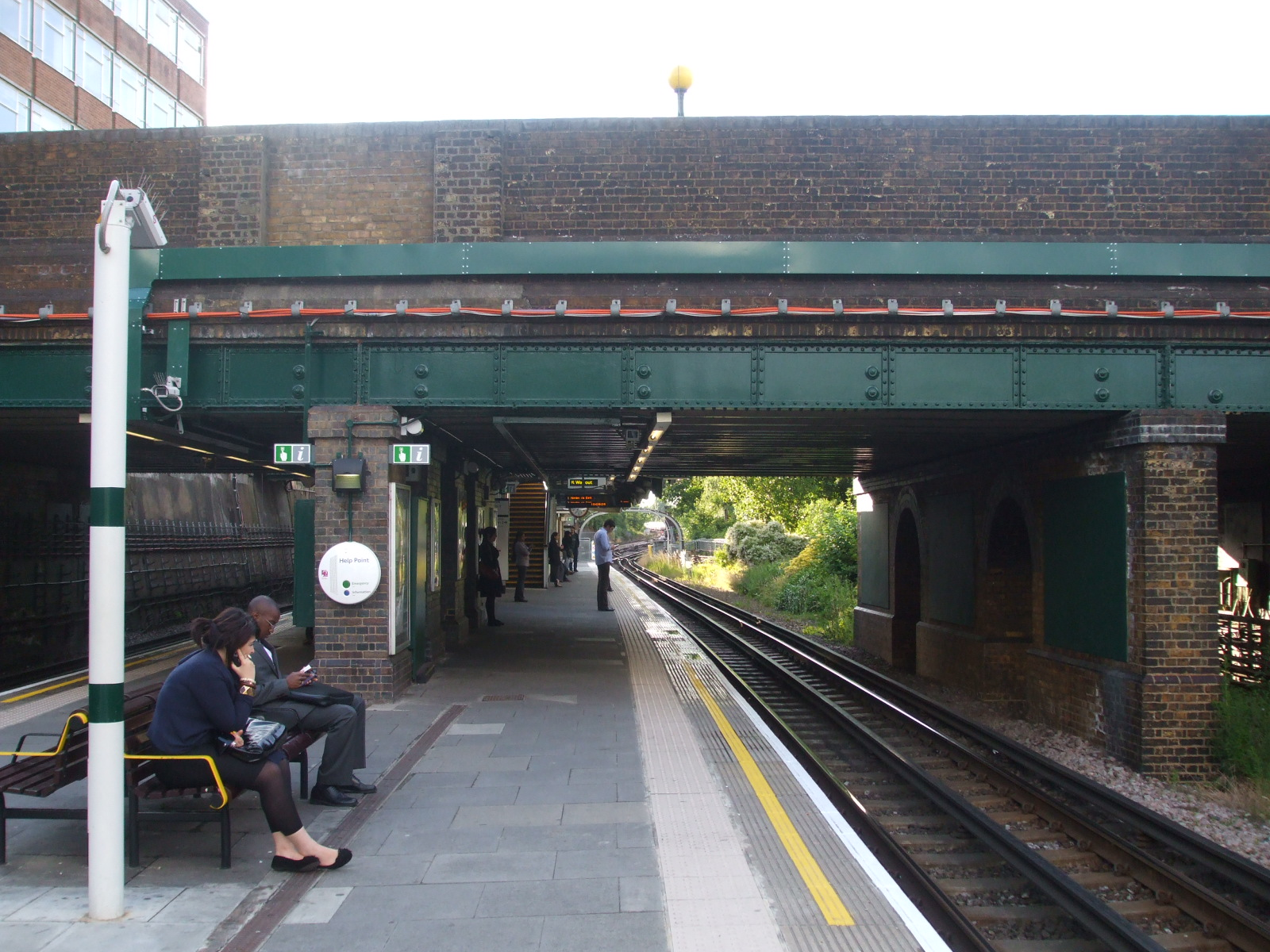
ホーム南端から北を見る。コリンデイル・アヴェニューが駅の上を通っている
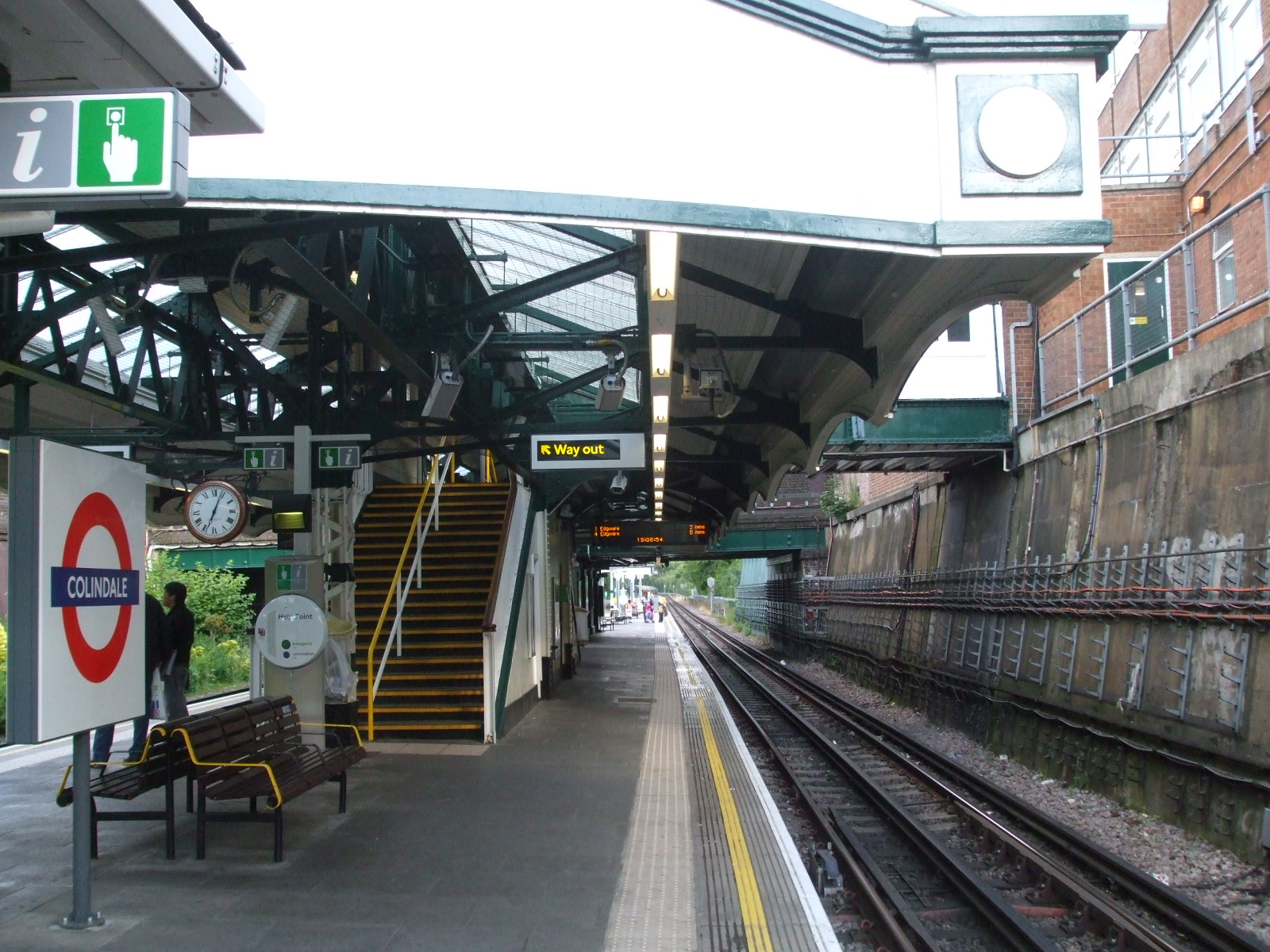
ホーム北端から南を見る。
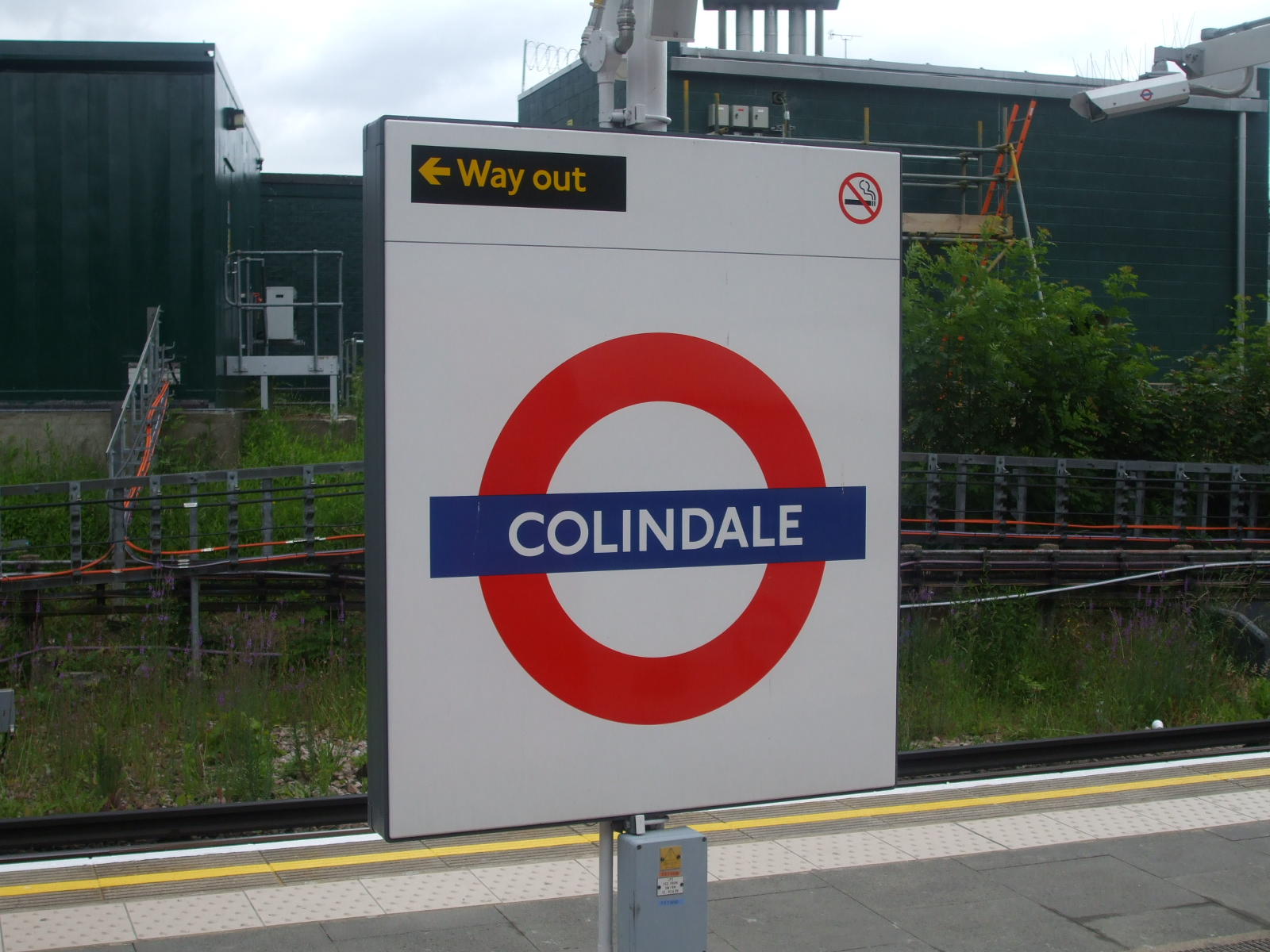
駅名標